# Gossip Girl
Gossip Girl é uma série de livros para jovens adultos escrita por Cecily von Ziegesar e publicada pela Little, Brown and Company, uma subsidiária do Grupo Hachette. A série gira em torno das vidas e romances dos adolescentes socialites privilegiados da Constance Billard School for Girls, uma escola privada de elite no Upper East Side de Nova York. Os livros se concentram principalmente nas melhores amigas Blair Waldorf e Serena van der Woodsen, cujas experiências estão entre aquelas narradas pela blogueira de fofocas de mesmo nome. É baseada nas experiências de von Ziegesar na Nightingale-Bamford School e no que ela ouviu de amigos. O livro original tornou-se a inspiração para a série de televisão de drama adolescente Gossip Girl, criada por Josh Schwartz e Stephanie Savage, que estreou na rede de televisão The CW Television Network em 19 de setembro de 2007. Já foram publicados 13 livros.
Em maio de 2008, uma série de sucessos, Gossip Girl: The Carlyles, começou a ser publicada, seguindo os trigêmeos Carlyle quando eles começaram a se mudar para o Upper East Side. Em outubro de 2009, quatro livros foram lançados nesta série. Ziegesar criou uma série spin-off, The It Girl, que começou a ser publicada em 2005, e a Yen Press adaptou a série para uma série de mangá intitulada Gossip Girl: For Your Eyes Only. 

## História
O romance que iniciou a série, Gossip Girl, foi publicado em formato de brochura em abril de 2002. Dois novos romances foram lançados anualmente até o último romance, Don't You Forget About Me, ser lançado em maio de 2007, mostrando os personagens principais se formando no ensino médio e se mudando para a faculdade e outras atividades. A sequência do romance, It Had To Be You, foi lançado em outubro de 2007 em formato de livro de capa dura e digital. Ele detalhou os eventos que ocorreram um ano antes do primeiro romance. Um box set contendo os onze romances da série e a sequência, em formato de paperback, foi lançado em 1º de novembro de 2009. Dois dias depois, um romance de sequência, I Will Always Love You foi lançado. O livro de capa dura conta a história dos personagens principais voltando da faculdade e para as festas. O Grupo Hachette relançou todos os romances originais em formato de livro digital entre 2008 e 2009. Os livros nove, dez e onze da série principal foram escritos por ghost writer.
Em dezembro de 2009, a Yen Press anunciou que estava trabalhando com o artista coreano Baek Hye-Kyung para criar uma adaptação de mangá da série intitulada Gossip Girl: For Your Eyes Only. Em vez de adaptar os romances originais, no entanto, os romances gráficos apresentam histórias originais com os mesmos personagens. Foi publicado na revista antológica da empresa, Yen Plus, de agosto de 2010 a dezembro de 2013.
Em outubro de 2011, uma paródia da série Gossip Girl Psycho Killer foi lançada. É escrito por Cecily Von Zeigesar. A identidade de Gossip Girl não foi divulgada ao público.

## Sinopse
A história se baseia em torno da vida de Blair Waldorf e Serena van der Woodsen, duas amigas que vivem em apartamentos de frente pro Metropolit n Museum of Art da Quinta avenida, e estudam na Constance Billard (Escola para garotas) e St. Jude (Escola para garotos). A História também gira em torno de Dan Humphrey, Jenny Humphrey, Nate Archibass e Vanessa Abrams.

## Livros
| Gossip Girl (br: As Delícias da Fofoca) (pt: Sabe Tão Bem Ser Mazinha) | 1 de abril de 2002    | 224 | ISBN 978-0-316-91033-0 |
| A adolescente Blair Waldorf foge de uma festa para fazer sexo com seu namorado Nate Archibald, no entanto eles são interrompidos pelo retorno da velha amiga de Blair, Serena van der Woodsen, que estava no internato. Quando Serena estava por perto, Blair sentiu-se como se estivesse perdida na sombra de Serena, de modo que não está nada satisfeita por Serena ter voltado. Ela também está infeliz ao descobrir que Nate e Serena fizeram sexo no verão antes de Serena sair. Ela tenta manter Serena fora do circuito e incentiva os outros a ignorá-la. Não entendendo por que ela está ficando com o ombro frio, Serena decide tentar novas atividades e tenta sair para a peça da escola, mas é rejeitada. Mais tarde, ela tenta o curta-metragem de Vanessa Abrams, War and Peace, no Central Park. No entanto, Vanessa fica com ciúmes quando seu melhor amigo e paixão secreta, Dan Humphrey, que é apaixonada por Serena, parece apaixonada por ela. Vanessa escolhe outra garota para o papel. Implacável, Serena decide fazer seu próprio filme e pede a ajuda de Jenny Humphrey, a irmã mais nova de Dan. Ao longo da história, os vários personagens visitam regularmente "Gossip Girl", um popular blog anônimo que espalha rumores e fofocas sobre eles. Durante um benefício organizado por Blair, no qual Jenny está tentando entrar, Chuck Bass ataca Jenny, mas Dan Humphrey e Serena a resgatam. |                       |     |                        |
| You Know You Love Me (br: Você Sabe Que Me Ama) (pt: Bem Sabem que Me Adoram) | 1 de setembro de 2002 | 256 | ISBN 978-0-316-91148-1 |
| O próximo casamento de Eleanor Waldorf com Cyrus Rose ameaça ofuscar o aniversário de Blair. As entrevistas da faculdade revelam o melhor e o pior dos sêniores, quando Blair sai com seu novo meio-irmão Aaron Rose. Nate começa a sair com Jenny e ela se apaixona loucamente por ele. Serena e Blair voltam a ser melhores amigas novamente. |                       |     |                        |
| All I Want Is Everything (br: Eu Quero Tudo!) (pt: Quero Tudo Mais Alguma Coisa) | 7 de maio de 2003     | 240 | ISBN 978-0-316-91212-9 |
| Jenny e Nate passam um dia pra lá de romântico no Central Park, mas alguém filmou o que não devia. Dan está em crise criativa e não sabe o que fazer. Blair descobre que sua mãe está grávida. |                       |     |                        |
| Because I'm Worth It (br: Eu Mereço!) (pt: Porque Sou Boa!) | 1 de outubro de 2003  | 256 | ISBN 978-0-316-90968-6 |
| O romance de Vanessa e Dan é interrompido quando ele se transforma em um superstar literário da noite para o dia com sua ajuda. Serena faz sua estréia como modelo durante a Fashion Week, inadvertidamente, afastando seu namorado Aaron. Nate é enviado para a reabilitação, onde ele conhece Georgina Spark. |                       |     |                        |
| I Like It Like That (br: Do Jeito Que Eu Gosto) (pt: É Assim que Eu Gosto) | 5 de maio de 2004     | 224 | ISBN 978-0-316-73518-6 |
| As férias de primavera chegam. Serena, Blair, Nate e Georgina vão esquiar em Sun Valley, onde Blair quase dorme com Erik, irmão de Serena. Jenny descobre que seu namorado está mantendo um segredo dela. Dan estagia em uma revista literária pretensiosa, enquanto Nate percebe o quão louca Georgina Spark pode ser. Serena e Georgina se tornam amigas antes que Chuck e Georgina enviem o snowboard de Serena para quase nada. |                       |     |                        |
| You're the One That I Want (br: É Você Que Eu Quero) (pt: Só te Quero a Ti) | 6 de outubro de 2004  | 256 | ISBN 978-0-316-73516-2 |
| Cartas de aceitação da faculdade estão chegando e Serena e Nate entram em todos os lugares que ela aplica enquanto Blair está na lista de espera de sua escola de sonhos, Yale. Jenny se torna uma modelo com a ajuda de S e percebe que ela quer ser mais como Serena. Dan e Vanessa decidem morar juntos - brevemente. Dan fica irritado com a nova amiga de Vanessa, Tiphany. |                       |     |                        |
| Nobody Does It Better (br: Ninguém Faz Melhor) (pt: Ninguém o Faz Melhor) | 11 de maio de 2005    | 256 | ISBN 978-0-316-73512-4 |
| Depois de viver brevemente no Plaza, Blair inesperadamente decide morar com Vanessa. Jenny quer ir para o internato. |                       |     |                        |
| Nothing Can Keep Us Together (br: Nunca Mais!) (pt: Tudo nos Separa) | 5 de outubro de 2005  | 240 | ISBN 978-0-316-73509-4 |
| Quando a graduação se aproxima, Blair sai do apartamento de Vanessa e entra no clube de Yale, onde conhece Lord Marcus. Um cineasta está fazendo uma escolha de elenco para um remake de Breakfast at Tiffany's. Jenny estuda no internato preparando sua saída da série para sua série spin-off, The It Girl. |                       |     |                        |
| Only in Your Dreams (br: Vai Sonhando!) | 10 de maio de 2006    | 256 | ISBN 978-0-316-01182-2 |
| Nate namora uma mulher de Hamptons chamada Tawny. Blair retorna de Londres e mora com Serena. Não surpreendentemente, quando Nate e Tawny encontram Blair e Serena, a reação das duas garotas não está impressionada. |                       |     |                        |
| Would I Lie to You? (br: Eu Nunca Mentiria pra Você) | 4 de outubro de 2006  | 224 | ISBN 978-0-316-01183-9 |
| Blair e Nate se reencontram assim que Serena percebe que está apaixonada por ele. Dan começa um salão literário experimental e pensa que é gay depois de beijar seu colega de trabalho. |                       |     |                        |
| Don't You Forget About Me (br: Não Me Esqueça) | 1 de maio de 2007     | 304 | ISBN 978-0-316-01184-6 |
| Enquanto o verão acaba, Blair descobre que sua família está se mudando para a Califórnia. Dan finalmente descobre a quem seu coração realmente pertence. Nate é forçado a escolher entre Blair e Serena. A mãe de Dan retorna e lhe dá presentes por ser gay. |                       |     |                        |
| It Had To Be You (br: Só Podia Ser Você) | 2 de outubro de 2007  | 417 | ISBN 978-0-316-01768-8 |
| Este prefácio da série Gossip Girl revela como Serena deixou a Constance Billard School for Girls depois de se apaixonar por Nate. A história também explora a obsessão de Blair com Audrey Hepburn, e como Nate ficou entre as melhores amigas Serena e Blair. |                       |     |                        |
| I Will Always Love You (br: Eu Sempre Amarei Você) | 3 de novembro de 2009 | 400 | ISBN 978-0-316-04361-8 |
| O elenco original retorna a Nova York. Blair está estudando direito em Yale e tem um namorado lá. No entanto, Blair e Nate têm um romance por vários dias e Nate percebe que Blair é a pessoa com quem ele deveria estar. Isto é, até que ele ponha os olhos em Serena, que agora é uma estrela de cinema e está mais confusa do que nunca. Dan deixa Evergreen e se transfere para Columbia, então ele pode estar perto de Vanessa. Vanessa está sobrecarregada com todas as idéias de Dan de viver juntos e começar uma vida fazendo com que ela o traísse com Hollis, seu AT. Dan está sobrecarregado de tristeza até que Serena lê um de seus poemas e eles começam a namorar novamente. Chuck retorna sem dinheiro e cheio de sabedoria. |                       |     |                        |
| Psycho Killer | 3 de outubro de 2011  | 320 | ISBN 978-0-316-18509-7 |
| Uma reformulação paródica do primeiro livro da série, transformando Blair e Serena em serial killers. |                       |     |                        |

- Nota: Em Portugal apenas os 8 primeros livros foram publicados

## Spin-offs

### Gossip Girl: The Carlyles
A série é um spin-off de Gossip Girl e é formada por 4 volumes, entretanto apenas três foram lançados no Brasil. Na trama, Blair, Serena e Nate deixaram Nova York, e a família Carlyle acaba de se mudar com seus trigêmeos para o apartamento que pertencia aos Waldorf. (Escrito por Escritor Fantasma com as orientações de Cecily von Ziegesar)
- 1. Gossip Girl: The Carlyles (Gossip Girl: Os Carlyle)
- 2. You Just Can't Get Enough (Você Nunca Se Satisfaz - Os Carlyle - Vol. 2)
- 3. Take a Chance on Me (Me Dê Uma Chance - Os Carlyle - Vol. 3)
- 4. Love the One You're With

### The It Girl
Composta por dez livros, a série gira em torno de Jenny Humphrey. A personagem está saindo da Constance Billard pra entrar na Waverly Academy, um internato de elite onde adolescentes ricos e glamurosos não entram nas regras. No Brasil, a publicação está no nono romance. Esta série é realmente escrito por Annabelle Sacristia, embora o nome de Cecily von Ziegesar está sobre a coluna vertebral e frontal.
- 1. The It Girl (Garota Problema)
- 2. Notorious (Uma Garota Entre Nós)
- 3. Reckless (Garota Sem Limites)
- 4. Unforgettable (Garota Inesquecivel)
- 5. Lucky (Garota de Sorte)
- 6. Tempted (Garota em Tentação)
- 7. Infamous (Garotas em Festa)
- 8. Adored (Garotas, Surpresas e Segredos)
- 9. Devious (Garota em Foco)
- 10. Classic

## Personagens principais

### Chuck Bass
Charles Bartholomew Bass tem a beleza de modelos de comercial de loção pós-barba, chegando até a fazer um na Europa, motivo de orgulho dos pais. Um garoto cujas palavras preferida são sexo e álcool, mas ninguém sabe ao certo sua orientação sexual. O personagem é bissexual nos livros .Todos tentam evitá-lo mas simplesmente não conseguem e só o aturam por fazer parte da alta sociedade de Nova York e suas famílias serem amigas há gerações. Já deu em cima de todas as garotas dos livros, chegando até a quase abusar de Jenny Humphrey, que é salva por Serena van der Woodsen e seu irmão Dan Humphrey. Chuck não entra em nenhuma das universidades a que se candidatou e acaba indo para a academia militar. Chuck Bass é interpretado pelo ator Ed Westwick.

### Serena van der Woodsen
Serena van der Woodsen é descrita como uma garota de longos cabelos louros, e olhos azul-escuros; é magra e exageradamente linda. É muito esperta, mas sempre é citada como quem nunca trabalha muito bem seu próprio potencial. Sua personalidade nem sempre é associada aos seus atributos físicos. Assim como sua melhor amiga, Blair, ela e a família são proeminentes da sociedade nova-iorquina. Serena é a garota que todas queriam ser, e conquista uma legião de admiradores, incluindo Nate, Dan, Aaron, e até um famoso rockstar, Flow. Despistando a atenção que recebe do sexo oposto, Serena procura por um verdadeiro amor. Ela aposta isso em Nate, mesmo sabendo que este sempre preferiu Blair. Ela se decepcionou várias vezes, mas nada muito sério. Serena é muito educada, assim como Blair; mesmo assim, tem uma tendência a ser o centro das atenções com seu jeito extravagante, devaneado e louco de ser. Consegue sempre o que quer com o mínimo de esforço, fazendo com que todos a adorem. É praticamente uma inspiração para a caloura Jenny Humphrey, que sonha um dia em ser exatamente como ela, ignorando as diferenças físicas. Serena é sempre criticada por seus colegas de classe quando é alvo de inúmeras fofocas, mas independentemente dos boatos, ela nunca deixa de ser motivo dos olhares masculinos e invejosos dos femininos. Seu irmão, Erik, estuda na Brown. Seus pais, Willian e Lily, raramente apareceram nos livros. No final da série de livros, Serena decide ficar em Nova York, pois quer descobrir uma vida para si mesma. É interpretada pela atriz Blake Lively no seriado de TV.

### Blair Waldorf
Blair Cornelia Waldorf é descrita como uma garota magra, com longos cabelos castanhos lisos,  de belos olhos azuis (no seriado, seus olhos são castanhos) e um rosto como de atriz de cinema. É envolvida em diversas atividades extracurriculares e é muito inteligente e determinada, mas também usa esse potencial para coisas não convencionais e até maldosas. É também uma jovem extremamente romântica, tem uma idolatria por Audrey Hepburn, e sonha em ter a vida de filme, como por exemplo, o Breakfast at Tiffany's, que assiste em diversos trechos do livro, e tem um contraste bastante sensível no qual tende a perder o controle várias vezes. Blair é uma garota receosa, até mesmo em sua amizade com Serena van der Woodsen, pois ela a deixa insegura em  inúmeros momentos. No primeiro livro, quando Serena retorna do internato, Blair é extremamente relutante pela volta da melhor amiga, ou melhor, ex-melhor amiga em sua vida, já que a popularidade e a beleza de Serena podem tirar seu posto de "mais popular". Por várias vezes, ela tem medo de perder Nate para Serena. Blair usa seu charme, dinheiro e posição social para conseguir o que quer. Seu pai, uma vez advogado, agora vive na França com seu namorado Giles e seus gêmeos adotados, Ping e Pong. Ele tem um fetiche por sapatos que a filha também tem, e tem a mesma personalidade impulsiva de querer tudo de Blair, porém é mais determinado. Sua mãe, Eleanor Waldorf Rose, é casada com Cyrus Rose. Blair também tem um irmão mais novo, Tyler, um meio-irmão, Aaron, filho legítimo de Cyrus, e uma irmã mais nova chamada Yale - esta chamada assim devido a mesma faculdade que Blair sempre quis entrar, respectivamente, Yale -, fruto do casamento entre Eleanor e Cyrus. Blair tem uma relação com Nate Archibald desde sempre, um namoro muito enrolado e cheio de idas e vindas e com diversas concorrentes, incluindo Jenny Humphrey e Serena van der Woodsen,depois de uma das fofocas da Garota Do Blog, Blair chega a terminar seu namoro com Nate e acaba se envolvendo em  romance caliente com Chuck Bass. No fim da série de livros, Blair finalmente consegue realizar seu sonho de entrar em Yale. Leighton Meester dá vida a personagem. Blair é considerada diva e um exemplo a ser seguido por várias garotas não só americanas, mas de todo o mundo.

### Nate Archibald
Nathaniel Archibald é um garoto elegante, rico e jogador de lacrosse. Sua mãe é um socialite e seu pai é um capitão anterior da marinha. Ele tem ao longo da série vários casos amorosos, mas seu único relacionamento sério e verdadeiro foi com Blair. Nate sonha em construir um navio antes de entrar para a universidade, (mesmo Blair querendo que ele vá a Yale com ela, ele se interessa mais pela Brown). Ele tem cabelos louros dourados e já foi para a reabilitação por fumar maconha, lá encontrou Georgina Sparks, uma garota pela qual ele achou que estava apaixonado e quando adultos se casam. É interpretado pelo ator Chace Crawford.

### Dan Humphrey
Daniel Humphrey é magro, sensível, vive em uma nuvem de fumaça por causa dos cigarros e está sempre tremendo graças a quantidade de café que toma. É um romântico na maior parte do tempo, impossível de se imaginar o quanto. Tem análises cabisbaixas e é facilmente frustrado. Ele é apaixonado por Serena no primeiro livro que parece ser o amor de sua vida. Após sua relação com Serena, ele se descobiu a paixonado pela sua amiga Vanessa Abrams. Teve um de seus poemas divulgados publicamente, um deles, publicado na revista The New Yorker; trabalhou como um literário proeminente; e por pouco tempo, foi compositor para a banda de indie-rock The Raves (que só durou dois dias) . Dan tem uma relação aberta com sua irmã, Jenny, e com seu pai, Rufus. É interpretado pelo ator Penn Badgley.

### Vanessa Abrams
Vanessa Abrams é uma cineasta. É também o lado oposto de suas colegas de classe da Constance Billard, fugindo o "padrão" formado por elas. Seus pais são artistas hippies que vivem em Vermont, enquanto sua irmã Ruby é baixista de uma banda chamada SugarDaddy. Ela tem uma conturbada relação com Dan, com quem permanece por quase toda a série de livros. Depois que Ruby voltou de uma turnê mundial com seu noivo, Piotr, Vanessa vai morar com os Humphreys, tendo uma complicada convivência com seu namorado. Vanessa tem a cabeça completamente raspada (mesmo sendo considerada a garota que tinha o cabelo mais bonito da escola), e tem uma personalidade um tanto exótica, usando roupas bem estranhas, e até botas de exército. Ela vai para a Faculdade de Nova York no final da série.

### Jenny Humphrey
Jennifer Humphrey é a irmã mais nova de Dan Humphrey. Suas principais características são os cabelos crespos, a pouca altura e seus seios enormes. Tem Serena com ídolo e sonha ser tão popular, 'cool' e até mesmo rica como Serena. Jenny tem um rápido namoro com Nate Archibald, mas ele termina com ela ao ver vários quadros em que ele era pintado por Jenny no estilo de diferentes artistas. Jenny sai de Nova York e procura um internato para estudar, ao sair da Constance Billard School for Girls, de onde foi expulsa. Jenny Humphrey ganha sua própria série de livros, It Girl. Interpretada pela atriz (e cantora) Taylor Momsen

### Aaron Rose
Aaron Rose é filho de Cyrus Rose, o novo marido de Eleanor Waldorf. Meio irmão de Blair, mas ninguém sabe ao certo seus sentimentos pela "irmãzinha". Ambos agem como se odiassem um ao outro, mas têm um sério relacionamento de irmão para irmã. Aaron é fã de reggae, toca violão e tem uma banda um de seus ídolos é Bob Marley. Tem trancinhas em todo o cabelo, mas não chega a ser rastafari, é hippie e vegetariano. Entre seus relacionamentos, estão Serena van der Woodsen e Vanessa Abrams na série de livros.

## Personagens secundários
- Chuck Bass

Charles Bartholomew Bass tem a beleza de modelos de comercial de loção pós-barba, chegando até a fazer um na Europa, motivo de orgulho dos pais. Um garoto cujas palavras preferida são sexo e álcool, mas ninguém sabe ao certo sua orientação sexual. O personagem é bissexual nos livros .Todos tentam evitá-lo mas simplesmente não conseguem e só o aturam por fazer parte da alta sociedade de Nova York e suas famílias serem amigas há gerações. Já deu em cima de todas as garotas dos livros, chegando até a quase abusar de Jenny Humphrey, que é salva por Serena van der Woodsen e seu irmão Dan Humphrey. Chuck não entra em nenhuma das universidades a que se candidatou e acaba indo para a academia militar. Chuck Bass é interpretado pelo ator Ed Westwick.
- Cyrus Rose

Casou-se com Eleanor Waldorf após o marido anterior desta ter fugido para a França com outro homem. É mal visto por Blair e pelos pais das amigas da mesma, porém, é um homem bom e mesmo sem conseguir, tenta ser gentil. É pai de Aaron Rose. Blair o compara com Danny DeVito, mas depois acaba tendo uma boa relação com o padrasto.
- Eleanor Waldorf-Rose

Mãe de Blair, se preocupa muito com a filha e faz o máximo para ela sentir-se bem, embora nem sempre conseguindo. Eleanor casou-se com Cyrus após se divorciar de seu antigo marido, Harold Waldorf. Logo após o casamento engravida e tem uma filha, algo que é mal visto pela sociedade e desegrada à Blair, mas logo que a menina nasce Blair se apega muito a ela e até escolhe seu nome, Yale, em homenagem a universidade.
- Lily Van Der Woodsen

É uma socialite, mãe de Serena e Erik van der Woodsen. É pouco citada nos livros.
- Rufus Humphrey

É um editor de poetas beats pouco conhecidos e também é poeta, mas nunca foi publicado. Pai de Daniel Humphrey e Jenny Humphrey.

## Personagens de Gossip Girl: The Carlyles
Avery Carlyle: Avery, assim como Owen, tem uma beleza extraordinária, com belos cabelos loiros brilhantes e olhos azuis cobalto. Inimiga declarada de Jack, Avery quer ser a rainha do Upper East Side. Morre de vergonha de sua irmã gêmea, Baby, pois pensa que ela é uma perdedora. Eventualmente se torna amiga de Jack.
Baby Carlyle: diferente de sua irmã, Baby não se encaixa em Nova York. A única coisa que tem em comum com Avery é o ódio por Jack. Com o passar do tempo, Baby mostra que não é tão inocente assim. É a única dos trigêmeos a ter olhos e cabelos castanhos.
Owen Carlyle: o incrivelmente lindo irmão gêmeo de Avery e Baby fica muito empolgado com a mudança para Nova York. Nunca teve problemas com as garotas, portanto não tinha amigos na cidade natal, mas isso muda quando entra no time de natação da escola. Logo fica amigo do capitão do time, Rhys, mas não sabe que ele namora Kelsey, a garota com quem Owen transou no verão.
Jacqueline Laurent: Jack é a bela rainha de Constance Billard e do Upper East Side, mas a chegada de Avery e Baby ameaça o seu reinado e seu namoro com JP, o garoto mais gato de Manhattan. É incontentavelmente a mais linda garota da escola com seus olhos verdes e cabelos castanhos arruivados. Jack é descendente de franceses e sonha em ser uma bailarina. É muito mimada e manipuladora.
Rhys Sterling: Rhys é o capitão do time de natação de St. Jude's e filho de uma famosa apresentadora. Namorava Kelsey Talmadge antes de descobrir que ela fora infiel a ele, com Owen, o novo garoto no time de natação. Tem olhos e cabelos castanhos e é um dos garotos mais lindos da cidade.
JP Cashman: JP é o "príncipe de Manhattan". Namora a controla Jack, mas sente-se atraído por Baby. Tem cabelos castanhos sedosos e olhos castanhos profundos.
Kelsey Talmadge: no verão passado, Kelsey perdeu sua virgindade para Owen e fica surpresa quando ele se muda para Manhattan - principalmente quando descobre que ele é amigo de seu namorado, Rhys. A excêntrica artista que namorava Rhys desde o jardim-de-infância tem lindos cabelos loiros arruivados.

## Adaptação para televisão
A série é baseada na sequência de livros, e trata da vida social luxuosa de Serena van der Woodsen (Blake Lively) e sua conturbada amizade com Blair Waldorf (Leighton Meester). Serena volta depois de ter se ausentado por um bom tempo e sofre com as fofocas e consequências de ter transado com Nate Archibald (Chace Crawford), namorado de sua melhor amiga Blair e melhor amigo de Chuck Bass (Ed Westwick), rapaz que só sabe pensar em sexo, sexo e sexo. A bela loira encontra apoio nos braços de Dan Humphrey (Penn Badgley), um solitário que sempre teve Serena em seus sonhos como sua paixão platônica, porém tem sua vida atormentada pela volta de sua amiga Vanessa, que é apaixonada por ele. A série também conta com personagens como Jenny (Taylor Michel Momsen), uma garota que sonha em ter a mesma vida das protagonistas, e Rufus Humpfrey (Mathew Settle), irmã e pai de Dan, respectivamente; Lily (Kelly Rutherford) e Erik van der Woodsen(Connor Paolo), mãe e irmão de Serena, respectivamente. Em alguns episódios a série teve participações especiais de (Michelle Trachtenberg) como Georgina Sparks, Hilary Duff como Olivia Burke e Clémence Poésy como Eva. Foi exibida no canal estadunidense The CW entre 19 de setembro de 2007 e 17 de dezembro de 2012.